# Kalkitos
Kalkitos foi um passatempo infantil muito popular nas décadas de 1970 e 1980. Também denominada, pelo próprio fabricante, de jogo, possui uma  analogia ao álbum de figurinhas.
Os Kalkitos (nome comercial no Brasil e Portugal e muito conhecido nos Estados Unidos como Action Transfers
) eram tiras de papelão, em dois modelos: tamanho pequeno e grande, com imagens impressas em uma de suas faces. Estas imagens eram ambientadas em cenas da história, de ação / esportes ou de desenhos animados. Para complementar o passatempo, os Kalkitos traziam uma folha transparente (tipo papel vegetal) com os personagens e objetos para serem decalcados nas imagens impressas, através da fricção da parte de trás da folha transparente, com a ajude de uma caneta, lápis ou algum objeto pontiagudo. A imagem da folha transparente é obtida num processo denominado de cromolitografia e a sua fixação, na tiras de papelão, dispensava outros métodos, pois esta imagem, após friccionada, é autocolante. Com um baixo custo de aquisição, era possível, com vários Kalkitos em mãos, fazer diferentes composições em um mesmo cenário. Na outra face da tira de papelão (tira esta com três dobras), estava as instruções de utilização e um breve resumo do ambiente impresso.
Kalkitos possuía diversos cenários, com os seguintes títulos: Gladiadores na Arena, O Porto, A Lâmpada de Aladim, Os Bombeiros, Alice no País das Maravilhas, Robin Hood, A Batalha da Inglaterra, Beduínos, Futebol, Motocross, Submarino Atômico, Os Animais do Polo, A Batalha na Floresta, Expedição Alpina, Ataque ao Castelo, Máscaras Italianas, A Cidade do Futuro, Asterix, Dom Pixote, Zé Colmeia, Os Kamikazes, O Cavalo Selvagem do Oeste, Esqui, Búfalo Bill, Batalha Espacial, Balé, Genghis Khan, A Tenda Vermelha, Popeye na Ilha, Pinóquio, David Crockett, Desfile de Modas, Exploração da Galáxia,  entre outros.

## História
A britânica Letraset foi a primeira empresa a explorar a cromolitografia, registrando o processo como adesivos na década de 1960. Em meados dos anos de 1960 foi criada uma divisão desta empresa que desenvolveu o produto denominado, comercialmente, de Action Transfers, voltado para um público infanto-juvenil.  Os Action Transfers, num primeiro momento, foram comercializados com imagens monocromáticas e pouco tempo depois, houve uma evolução na qualidade do produto com a produção de imagens coloridas.
Na década de 1970 a Letraset autorizou o seu parceiro italiano, a Sodecor, a explorar o produto sob a marca "Trasferelli" e com a popularização deste "passatempo" no mercado europeu, a Letraset vendeu a licença para outras empresas, como a Waddingtons, Patterson Blick e Gillette.
Em Portugal, o Kalkitos era comercialização pela Gillette Portuguesa Ltd. e no Brasil, o produto era explorado pela The Gillette Company, como Kalkitos da Paper Mate, sendo impresso em Curitiba, na empresa Impressora Paranaense SA . No final da década de 1980 o passatempo caiu em popularidade sendo descontinuada sua produção, tanto no Brasil como em Portugal.
No Brasil, o concorrente maior da Kalkitos foi o "Transfer", comercializado pela "Editora Abril".